# Metropolitan Police Service
El Metropolitan Police Service (MPS) - literalment servei de policia metropolitana - és la força de policia territorial responsable per la Gran Londres, excepte la «milla quadrada» de la Ciutat de Londres que és responsabilitat de la City of London Police (Policia de la Ciutat de Londres). El MPS també té importants responsabilitats nacionals, com la coordinació i el lideratge en matèria d'antiterrorisme i la protecció de la família reial britànica i alts càrrecs del Govern de Sa Majestat.
A finals de febrer de 2010, el MPS emprava 52.111 persones. Això va incloure 33.258 agents de policia, 4226 agents especials, 14.332 funcionaris civils i 4520 oficials de suport (Police Community Support Officers). Això fa del MPS la força policial més gran al Regne Unit per un marge significatiu, i una de les forces més grans al món.
El Commissioner of Police of the Metropolis (Comissari de Policia Metropolitana), conegut comunament com a «Commissioner» (Comissari), és el líder operacional global de la força, responsable davant la Metropolitan Police Authority (Autoritat de Policia Metropolitana). El càrrec de comissari va ser ocupat conjuntament per primera vegada per Sir Charles Rowan i Sir Richard Mayne. El càrrec va ser ocupat més recentment per Sir Paul Stephenson, que va anunciar la seva renúncia el 17 de juliol de 2011 enmig de l'escàndol de l'escoltes telefòniques de News International.
Existeixen una sèrie de noms i sigles informals per al Metropolitan Police Service, com «the Met», «Met Pol», «MP» i «the MPS». En el llenguatge col·loquial de Londres (o argot Cockney), es coneix com a «Old Bill». En estatuts es fa referència a la caixa baixa com la força de policia metropolitana o la policia metropolitana, sense l'apèndix servei. El MPS és també conegut com a Scotland Yard després de la ubicació de la seva seu original al voltant de la Gran Scotland Yard, Whitehall. L'actual seu del MPS és New Scotland Yard.